# Ковыльная
Ковыльная — деревня в Усть-Абаканском районе Хакасии

## География
Расположена у дороги, ведущей в город Сорск от федеральной трассы М54 «Енисе́й» (Абакан — Красноярск — Кызыл — государственная граница с Монголией).

## История
В 1965 г. Указом Президиума ВС РСФСР деревня фермы № 1 Московского овцеводческого совхоза переименована в Ковыльная.

## Население
| 2002 | 2010 |
| ---- | ---- |
| 189  | ↘161 |